# Balocerus chinensis
Balocerus chinensis är en insektsart som beskrevs av Freytag och Morrison 1973. Balocerus chinensis ingår i släktet Balocerus och familjen dvärgstritar. Inga underarter finns listade i Catalogue of Life.